# George Saiko
Pour les articles homonymes, voir Saiko.
George Saiko, né à Seestadtl (Royaume de Bohême) le 5 février 1892 et mort à Vienne le 23 décembre 1962, est un écrivain autrichien.

## Récompenses et distinctions
- 1959 : prix de la Ville de Vienne de littérature
- 1962 : grand prix d'État autrichien de littérature